# Mlinjeng
Mlinjeng is een bestuurslaag in het regentschap Bojonegoro van de provincie Oost-Java, Indonesië. Mlinjeng telt 2990 inwoners (volkstelling 2010).